# Джумутия, Сарамида Розановна
Сарамида Розановна Джумутия (род. 1923 год, село Окуми, Гальский район, ССР Абхазия) — звеньевая колхоза имени Ленина Окумского сельсовета Гальского района Абхазской АССР, Грузинская ССР. Герой Социалистического Труда (1949).

## Биография
Родилась в 1924 году в крестьянской семье в селе Окуми Гальского района.
В послевоенные годы возглавляла чаеводческое звено бригады № 10 в колхозе имени Ленина Окумского сельсовета Гальского района.
В 1948 году звено под её руководством собрало в среднем с каждого гектара по 8022 килограмма сортового зелёного чайного листа на участке площадью 3 гектара. Указом Президиума Верховного Совета СССР от 29 августа 1949 года удостоена звания Героя Социалистического Труда за «получение высоких урожаев сортового зелёного чайного листа и цитрусовых плодов в 1948 году» с вручением ордена Ленина и золотой медали «Серп и Молот» (№ 4488).
Этим же Указом званием Героя Социалистического Труда были награждены председатель колхоза имени Ленина Окумского сельсовета Георгий Гуджаевич Джгубурия, агроном Кирилл Твириевич Самушия, бригадир Калистрат Бадраевич Булискерия, звеньевая Лаисо Герасимовна Булискерия, колхозницы Дзика Дзикуевна Ахвледиани, Жити Несторовна Булискерия, Имена Бадраевна Булискерия, Люба Сикоевна Булискерия и Ала Датуевна Шаматава.
За выдающиеся трудовые достижения по итогам работы в 1949 году была награждена вторым Орденом Ленина.
После выхода на пенсию проживала в родном селе Окуми.
Награды
- Герой Социалистического Труда
- Орден Ленина — дважды (1949; 19.07.1950)